# Municipio de Harrison (condado de Van Wert)
El municipio de Harrison (en inglés: Harrison Township) es un municipio ubicado en el condado de Van Wert en el estado estadounidense de Ohio. En el año 2010 tenía una población de 1039 habitantes y una densidad poblacional de 11,14 personas por km².

## Geografía
El municipio de Harrison se encuentra ubicado en las coordenadas 40°51′55″N 84°43′55″O / 40.86528, -84.73194. Según la Oficina del Censo de los Estados Unidos, el municipio tiene una superficie total de 93.26 km², de la cual 93,19 km² corresponden a tierra firme y (0,07 %) 0,07 km² es agua.

## Demografía
Según el censo de 2010, había 1039 personas residiendo en el municipio de Harrison. La densidad de población era de 11,14 hab./km². De los 1039 habitantes, el municipio de Harrison estaba compuesto por el 98,36 % blancos, el 0,38 % eran afroamericanos, el 0,48 % eran amerindios, el 0,19 % eran asiáticos, el 0,1 % eran de otras razas y el 0,48 % eran de una mezcla de razas. Del total de la población el 1,15 % eran hispanos o latinos de cualquier raza.